# Mårdseleforsen
Mårdseleforsen är ett naturreservat i Lycksele kommun och Vindelns kommun i Västerbottens län.
Området är naturskyddat sedan 1996 och är 280 hektar stort. Reservatet omfattar en forssträcka av Vindelälven med stränder och en östsluttning av berget Storliden mot älven. Reservatet består på berget av brandpräglad tallskog och i övrigt av granskog.